# بی‌پیناری (صائم بی‌لی)
بی‌پیناری (به ترکی استانبولی: Beypınarı) یک منطقهٔ مسکونی در ترکیه است که در صائم‌بیلی واقع شده‌است.